# Ronneburg (Thuringe)
Pour les articles homonymes, voir Ronneburg.
Ronneburg est une ville de Thuringe (Allemagne), située dans l'arrondissement de Greiz. D'importantes mines d'uranium ont été exploitées à Ronneburg après la seconde Guerre mondiale.

## Géographie

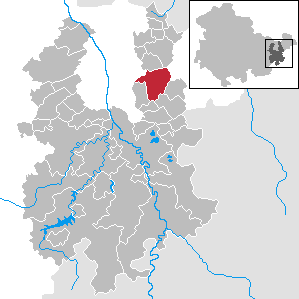
Situation de la ville (en rouge) dans l'arrondissement

Ronneburg est située dans le nord-est de l'arrondissement entre la ville de Gera située à 10 km à l'ouest et l'arrondissement du Pays-d'Altenbourg à l'est.
La commune est composée de la ville de Ronneburg elle-même et de quatre villages : Grobsdorf, Raitzhain, Friedrichshaide et Schmirchau-Stand.
Communes limitrophes (en commençant par le nord et dans le sens des aiguilles d'une montre) : Korbußen, Großenstein, Löbichau, Posterstein, Paitzdorf, Rückersdorf, Hilbersdorf, Kauern et Gera.

## Histoire
| Appartenances historiques Margraviat de Misnie 1327–1423 Électorat de Saxe 1423-1547 Duché de Saxe 1547-1572 Duché de Saxe-Weimar 1572–1603 Duché de Saxe-Altenbourg 1603–1672 Duché de Saxe-Gotha 1672–1681 Duché de Saxe-Gotha-Altenbourg 1681–1826 Duché de Saxe-Altenbourg 1826–1918 République de Weimar 1918–1933 Reich allemand 1933–1945 Allemagne occupée 1945–1949 République démocratique allemande 1949–1990 Allemagne 1990–présent |

La première mention écrite de Ronneburg date de 1209 en tant que possession des baillis de Werda, elle obtient les droits de ville en 1304. Heinrich von Reuß signe en 1327 avec d'autres seigneurs locaux les accords de Ronneburg qui sont dirigés contre les Wettin mais, après la guerre qui s'ensuit, Ronneburg passe sous la domination des Wettin.
En 1548, elle est possession des ducs de Saxe, puis, en 1603, elle entre dans le duché de Saxe-Altenbourg (cercle de l'est, ostkreis) dont elle fera partie jusqu'en 1918 et à son intégration dans le nouveau land de Thuringe en 1920 (arrondissement de Gera). Après la seconde Guerre mondiale, Ronneburg est intégrée à la zone d'occupation soviétique puis à la République démocratique allemande en 1949 (district de Gera).
Ronneburg est en 1841 le lieu d'une révolte de tisserands, le Ronneburger Schmallensturm, contre l'installation de nouveaux métiers à tisser mécaniques.
Au XVIIe siècle, des sources thermales sont découvertes et on y organise des traitements médicaux. Ces sources s'épuiseront avec le développement de l'industrie minière du XXe siècle. En effet, en 1953, on découvre à Ronneburg du minerai d'uranium dont l'exploitation intensive par la SDAG Wismut entraîne un fort développement de la ville. Cette exploitation cesse en 1990.
En 1950, la commune de Naulitz est incorporée au territoire de Ronneburg, elle rejoint en 1994 la ville de Gera.
Au début du XXIe siècle, les anciennes mines sont restructurées. Les terrils sont plantés, un paysage est réhabilité, le Neue Landschaft Ronneburg. Ronneburg participe avec Gera à la grande exposition florale allemande de 2007, la Bundesgartenschau 2007.

## Démographie
Ville de Ronneburg dans ses dimensions actuelles :
| 1910  | 1933  | 1939  | 1995  | 2000  | 2005  | 2010  |
| ----- | ----- | ----- | ----- | ----- | ----- | ----- |
| 8 096 | 8 507 | 8 263 | 6 455 | 5 924 | 5 515 | 5 134 |

La ville de Ronneburg, après avoir connu une forte expansion démographique durant la période de l'après-guerre voit sa population diminuer depuis les années 1960.

## Politique
Aux élections municipales du 7 juin 2009, les résultats obtenus ont été les suivants :
| Parti     | Nombre de conseillers | Pourcentage de voix |
| --------- | --------------------- | ------------------- |
| CDU       | 7                     | 36,1 %              |
| SPD       | 4                     | 20,9 %              |
| FWG       | 4                     | 20,0 %              |
| Die Linke | 4                     | 16,6 %              |
| FDP       | 1                     | 6,6 %               |

## Sites et monuments
Ronneburg possède de nombreuses maisons anciennes à colombages dans son centre historique. L'Hôtel de Ville (Rathaus), datant du début du XVIe siècle, la maison Noack (1736), la Place du marché, l'ancienne cure et l'église St Marien (XVe) sont particulièrement intéressants.
Le château de Ronneburg, bâti sur un éperon rocheux dominant la vallée, comporte des édifices dont les dates de construction s'échelonnent du Moyen Âge au XIXe siècle. Les éléments les plus anciens sont le porche d'accès roman et l'ancienne chapelle. Le Musée de la Ville, présentant l'histoire locale, y est actuellement installé.
Le  Neue Landschaft Ronneburg, parc paysager créé à la place des installations minières, offre diverses promenades, dont le Drachenschwanz, pont promenade de 225 m de long.

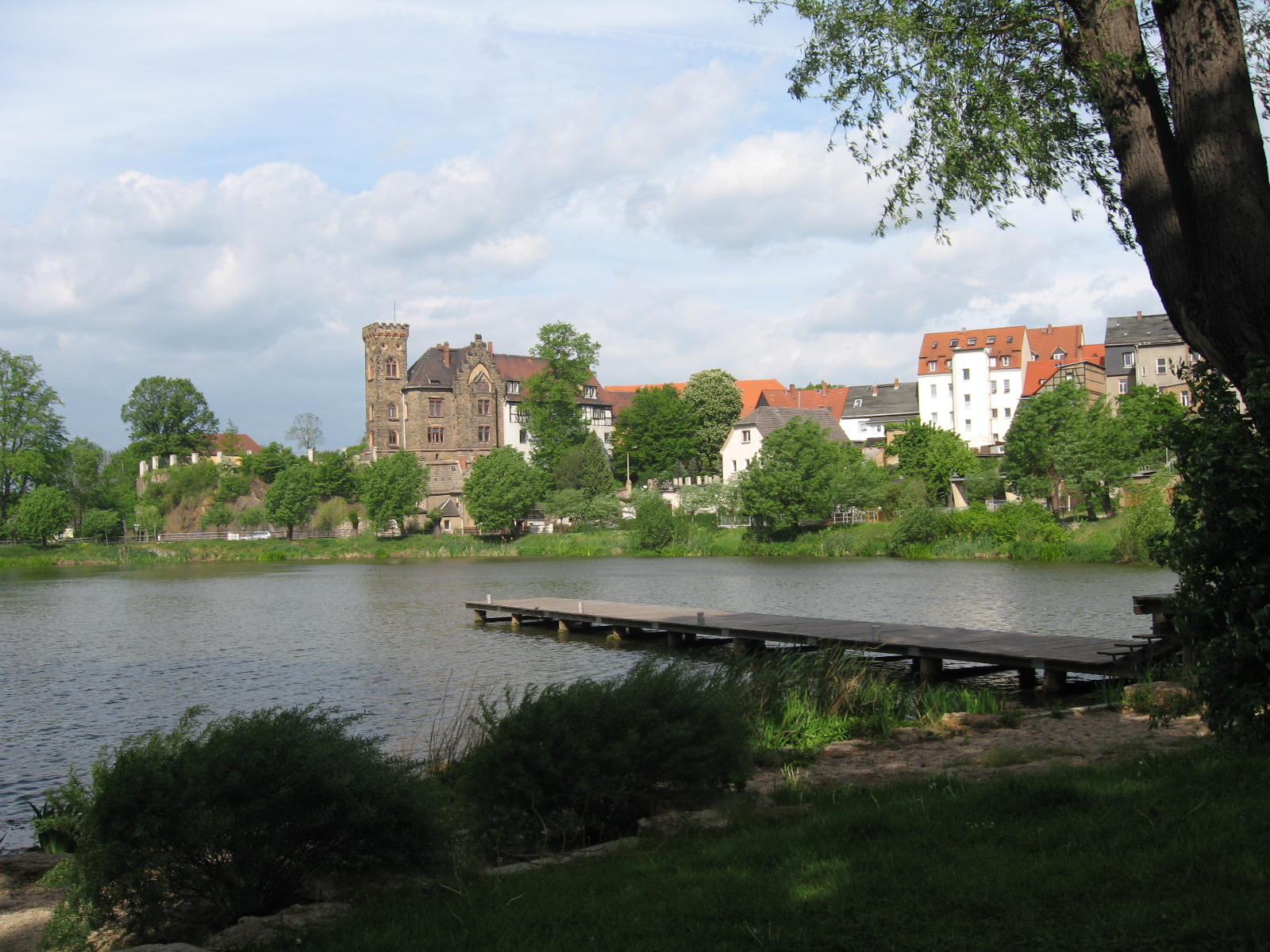
Le château neuf et l'étang
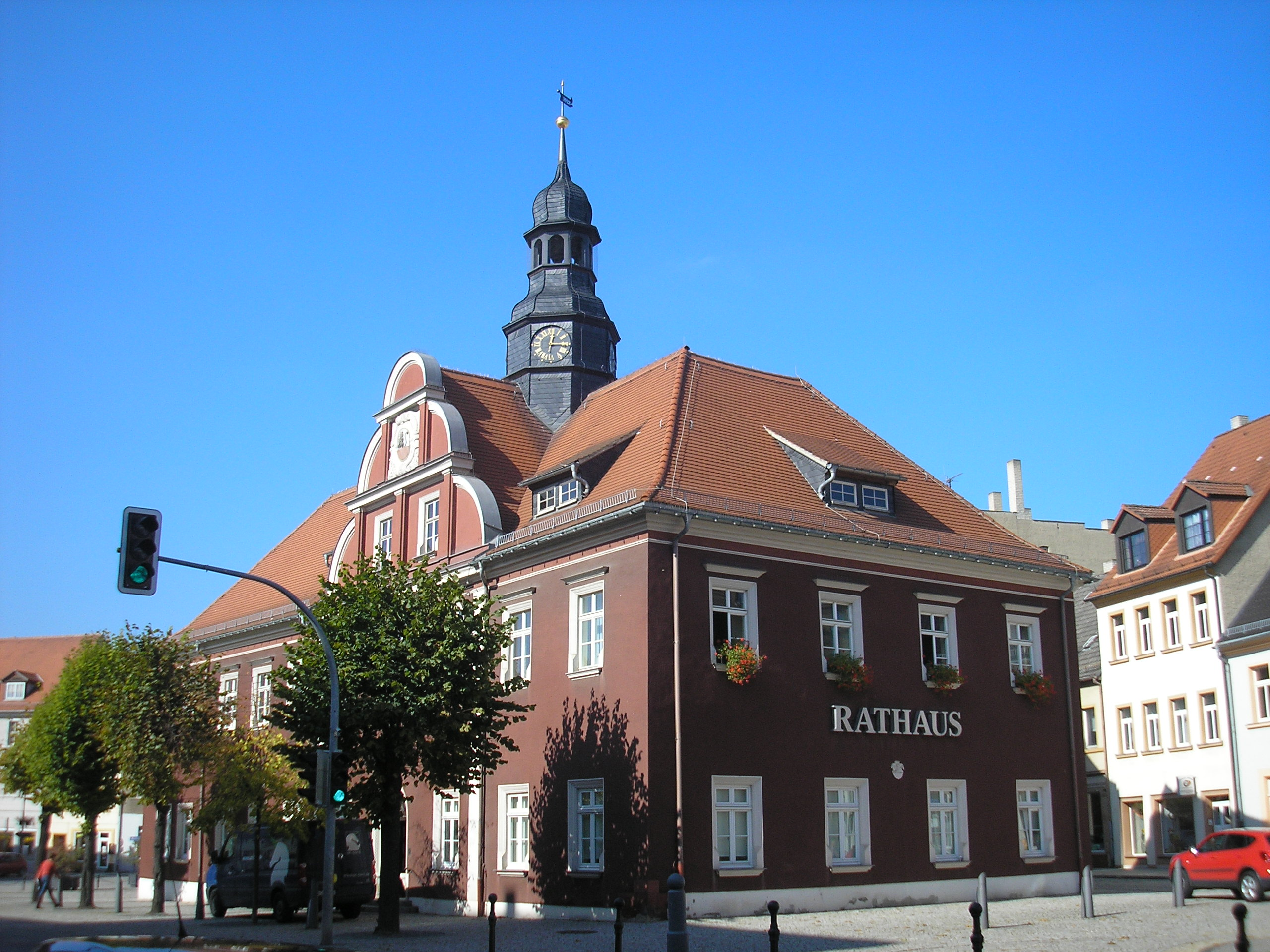
Le Rathaus
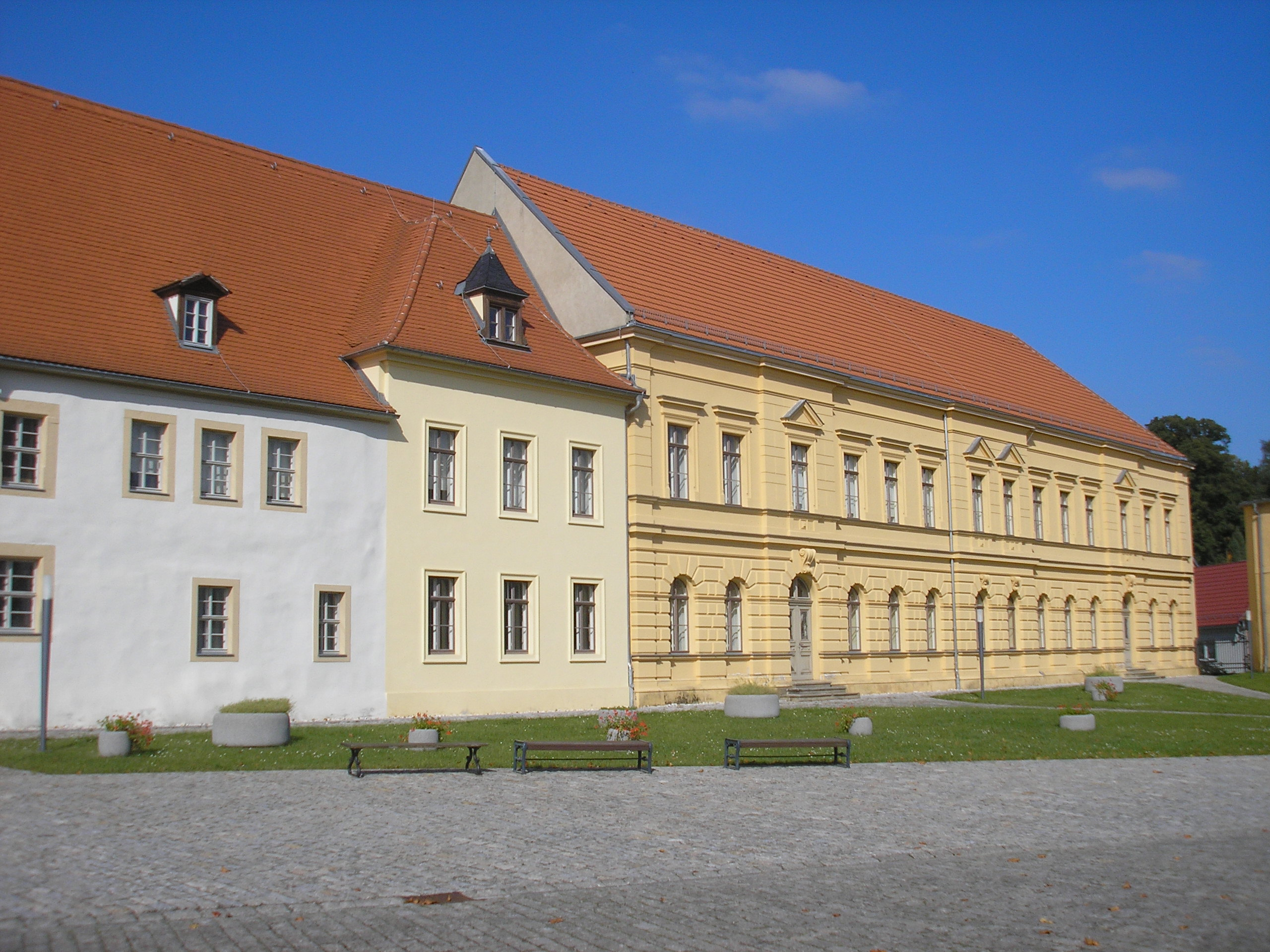
Le château de Ronneburg
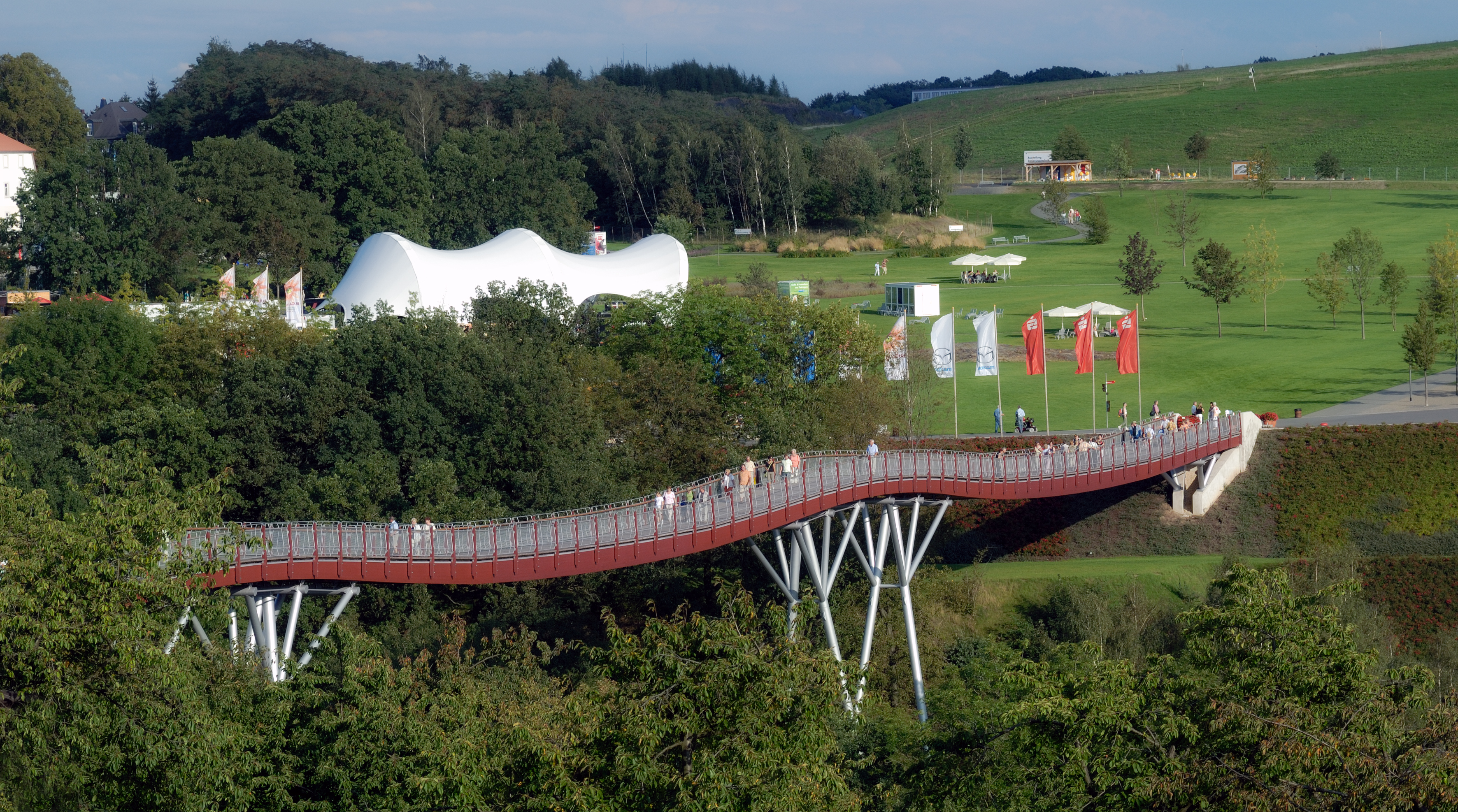
Le Pont du Dragon

## Communications
Ronneburg est située sur l'autoroute A4 Francfort-sur-le-Main-Dresde (sorties 59 Gera-Leumnitz et 60 Ronneburg) ainsi que sur la route nationale B7 Gera-Altenbourg.
La route régionale L1081 rejoint Großenstein et Pölzig au nord et Rückersdorf, Seelingstädt, la B175 et Zwickau au sud.
Ronneburg est desservie par la voie ferrée Gera-Gößnitz par les gares de Ronneburg et Raitzhain. Cette ligne fait partie du système régional Göttingen-Zwickau et Erfurt-Altenbourg. La ligne Wismut-Werkbahn relie Raithain avec Schmirchau et Seelingstätd.

## Jumelages
- Münzenberg (Allemagne) dans le land de Hesse (arrondissement de Wetterau) ;
- Ronnenberg (Allemagne) dans le land de Basse-Saxe (Région de Hanovre) ;
- Duclair (France), dans le département de Seine-Maritime, en Haute-Normandie ;
- Swarzędz (Pologne), dans la Voïvodie de Grande-Pologne (Powiat de Poznań) ;
- Hauteville-Lompnes (France) depuis 2003, dans le département de l'Ain en Rhône-Alpes.